# Nový Přerov
Nový Přerov là một làng thuộc huyện Břeclav, vùng Jihomoravský, Cộng hòa Séc.